# Корбетта
Корбетта (итал. Corbetta) — город в Италии, в провинции Милан области Ломбардия.
Население составляет 14 376 человек (на 2004 г.), плотность населения составляет 760 чел./км². Занимает площадь 18 км². Почтовый индекс — 20011. Телефонный код — 02.
Покровителем коммуны почитается святой Виктор Мавр. Праздник ежегодно празднуется 8 мая.
В городе расположено предприятие Magneti Marelli.

## Города-побратимы
- Корба, Франция
- Тырговиште, Румыния